# Черпак (рыбалка)

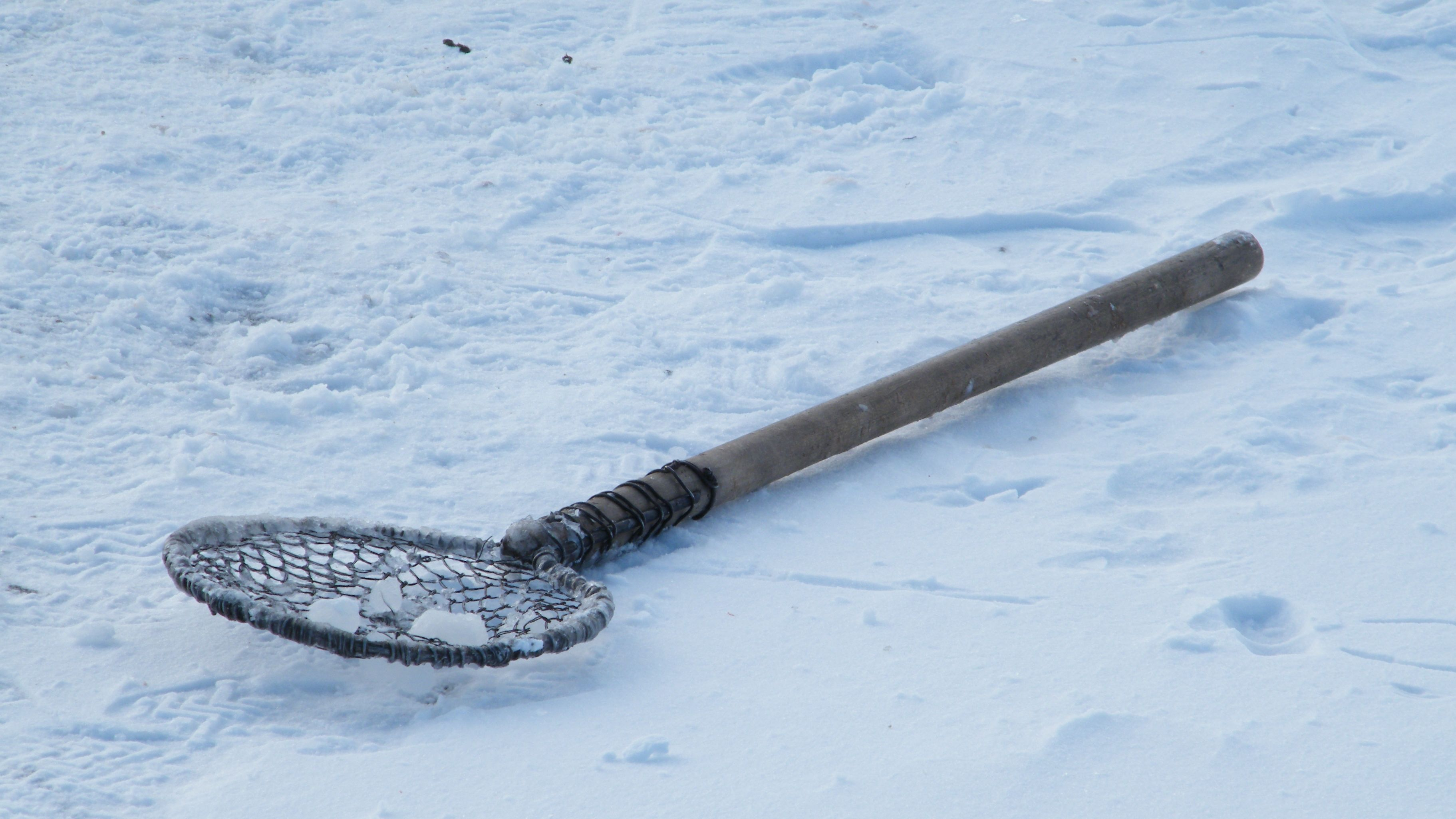
Черпак для зимней рыбалки

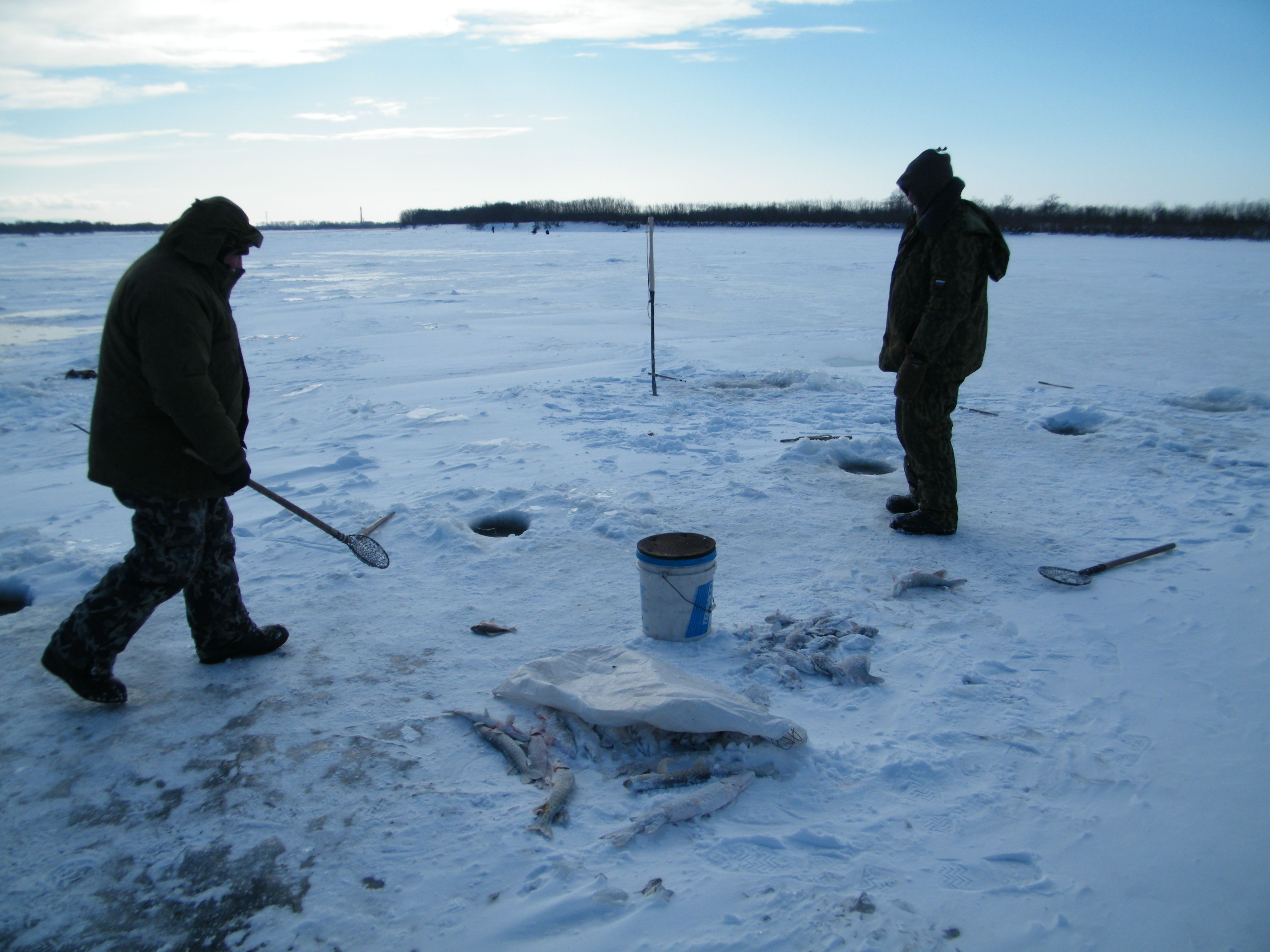
Рыболов с черпаком в руке направляется к лунке

Черпа́к — рыболовная принадлежность в виде большой плоской ложки с множеством мелких отверстий для прохождения воды.
Предназначен для извлечения мелкого льда или снега, наносимого ветром, или льда, который затягивает поверхность воды в лунке во время зимней рыбалки.
Существуют три основных конструкции черпаков для зимней рыбалки:
- сетчатый из стальной проволоки;
- пластиковый;
- отштампованый из стали в виде поварёшки.

Быстрее всего мелкий лёд и шуга извлекается сетчатым черпаком, он лёгок, удобен, бесшумен в работе, что немаловажно при осторожной ловле рыбы, главный его недостаток: низкая прочность, и, как следствие, долговечность.
Пластиковый черпак ценят за малый вес, плавучесть и удобство почти не обмерзающей ложки, которую к тому же легко освободить ото льда простым сдавливанием рукой, но при сильных морозах нередки изломы ручек и им не сбить наледь с ледобура и не очистить лунки, прихваченной морозом. Обычный «классический» металлический черпак имеет круглую или овальную чашку, иногда с одного края его затачивают или делают с зубьями. Если черпак овальной формы с передними зубьями — им иногда удаётся освободить блесну или мормышку, которая зацепилась за нижний край лунки, если, конечно, позволяет длина ручки, которую желательно выкрасить в яркий цвет.
Ручку черпака обычно делают из дерева, с покрытием из пенопласта или пробки. Длина ручки — примерно 40—50 см.